# Sarnaghbyur (Askeran)
Sarnaghbyur (in armeno Սառնաղբյուր ?) o Aghbulag (in azero Ağbulaq) è una piccola comunità rurale del distretto di Xocalı in Azerbaigian, facente parte fino al 2023 della regione di Askeran nella repubblica di Artsakh (fino al 2017 denominata repubblica del Nagorno Karabakh).
Nel 2005 contava poco più di cento abitanti e ad essa è associata la comunità di Dahraz.

## Monumenti e luoghi d'interesse
Tra i siti del patrimonio storico presenti nel villaggio e nei dintorni vi sono un cimitero del XVIII/XIX secolo, la grotta-santuario di Htsut (armeno: Հցուտ) e la chiesa di San Giorgio (armeno: Սուրբ Գևորգ եկեղեցի, Surb Gevorg Yekeghetsi), costruita nel 1875.